# Punta Boreal
Punta Boreal (spanisch für Nördliche Spitze) ist die nördlichste Landspitze des Kap Shirreff im Norden der Livingston-Insel im Archipel der Südlichen Shetlandinseln. Sie liegt unmittelbar nordwestlich des Punta Este.
Wissenschaftler der 45. Chilenischen Antarktisexpedition (1990–1991) benannten sie nach ihrer geographischen Lage.